# Jidka (The Line)
Jidka (The Line) è un album musicale di Saba Anglana, pubblicato nel 2006 con etichetta World Music Network/Riverboat Records.
Il termine "Jidka", in somalo, significa letteralmente "la strada", "la linea". L'origine del titolo è dato dalla linea che attraversa realmente il ventre di Saba, dividendolo in due parti, una più chiara ed una più scura.
L'album ha una chiara identità di tradizione africana, sottolineata da strumenti tipici quali la kora, ma risente moltissimo di ritmi r'n'b, atmosfere pop e di un comparto percussivo molto moderno.
Il disco, i cui testi sono principalmente in lingua somala, si fonda sui temi del viaggio, della rete diasporica, degli affetti, della nostalgia, dell'immigrazione, ma soprattutto, come importante controtendenza in un'epoca di nazionalismi in competizione, sul tema dell'identità dinamica, multipla e in costante movimento.

## Tracce
1. I Sogni – 2:59
2. Hoio – 3:48
3. Hanfarkaan – 3:04
4. Jidka – 3:13
5. Le Temps Passe – 3:56
6. Manta – 4:28
7. Yenne Yenne – 3:31
8. Furah – 4:32
9. Je suis petite – 3:09
10. Boqoroda Meskin – 3:14
11. Melissa – 4:05
12. Huwaiahuwa – 1:41